# Godefroi Ridelle
Pour les articles homonymes, voir Ridelle.
Godefroi surnommé Ridel ou Ridelle (Ridellus) est un baron italo-normand du XIe siècle, duc de Gaète de 1068 à 1086.

## Biographie
Natif du duché de Normandie, Godefroi émigre en Italie méridionale et se signale notamment en 1061 comme étant selon Aimé du Montcassin, l'un des principaux chefs de l'expédition normande lancée contre la Sicile musulmane, expédition dirigée par Roger de Hauteville, frère cadet de Robert Guiscard, duc d'Apulie et de Calabre. Selon Ibn Khaldoun, les troupes normandes étaient composées de 600 hommes, alors que Geoffroi Malaterra ne parle que d'une troupe de 160 hommes ; pour Ferdinand Chalandon, ces chiffres ne sont pas contradictoires car Malaterra ne mentionnait peut-être que le nombre des chevaliers normands, qui étaient généralement peu nombreux mais assistés par de nombreux soldats recrutés essentiellement dans le sud de l'Italie, et plus tard au sein de la population musulmane de Sicile. Roger de Hauteville, Godefroi Ridelle et leurs soldats débarquèrent de nuit près de Messine, pillèrent les environs de Milazzo et retournèrent vers leurs navires avec un riche butin (février/mars 1061). Au moment de réembarquer, une tempête empêcha leur départ et ils furent bientôt attaqués par la garnison de Messine ; après trois jours de luttes continuelles avec les musulmans, ils purent repartir mais furent poursuivis par des navires ennemis et c'est à grande peine qu'ils regagnèrent Reggio.
Quelques années plus tard, Godefroi Ridelle, devenu comte de Pontecorvo, devient en 1068, duc de Gaète et vassal de la principauté de Capoue, alors dirigée depuis 1058 par le Normand Richard Drengot.
Godefroi Ridelle meurt en 1086 et son fils Renaud lui succède à la tête du duché de Gaète. Sa fille Ève (Eva), dite (ou rebaptisée) Anne (Anna) épousa le duc Jean VI de Naples.
Il a été confondu à tort avec l'un des frères Hauteville, Godefroi.

## Sources primaires
- Aimé du Mont-Cassin, Histoire des Normands
- Guillaume de Pouille, Geste de Robert Guiscard
- Pierre Diacre, Chronique du monastère du Mont-Cassin
- Ibn Khaldoun